# Евлоев, Урусхан Хасанович
Урусхан Хасанович Евлоев (ингуш. Йовлой Хьасана Урусхан; род. 17 января 1972, Назрань, Чечено-Ингушская АССР) — российский ингушский государственный деятель, глава Назрани (2019—н. в.).

## Биография
Родился 17 января 1972 года в Назрани, Чечено-Ингушская АССР.
В 1993 году окончил Академию физического воспитания и спорта Беларуси (сейчас Белорусский государственный университет физической культуры) по специальности «физическая культура».
В 2003—2006 годах являлся заместителем генерального директора компании «Дилингсервис», в 2006—2012 годах — генеральным директором компании «Евролайн».
В 2011 году окончил Институт экономики и правоведения в Назрани по специальности «Юриспруденция». В 2013—2014 годах проходил профессиональную переподготовку в Российской академии народного хозяйства и государственной службы (РАНХиГС) в Москве по специальности «государственная и муниципальная служба».
В 2012—2015 годах являлся заместителем председателя Городского совета Назрани, в 2013—2015 годах — начальником жилищной инспекции Ингушетии, в 2015—2019 годах — депутатом Городского совета Назрани, в 2016—2017 годах — заместителем председателя правительства Ингушетии.
В 2013 и 2018 годах являлся кандидатом в главы Назрани на выборах среди депутатов Городского совета Назрани. С сентября 2019 года занимал должность временно исполняющего обязанности главы Назрани. 24 октября 2019 года Городской совет Назрани избрал Евлоева главой Назрани.
Являлся председателем регионального отделения партии «Справедливая Россия», является председателем регионального отделения партии «Справедливая Россия — За правду».